# Ronan Keating
Pour les articles homonymes, voir Keating.
Ronan Patrick John Keating, plus connu sous le nom de Ronan Keating, est un chanteur de pop irlandais, né le 3 mars 1977 à Swords.

## Famille
Ronan est le dernier enfant d'une famille de 5 enfants. Sa mère, Marie est décédée le 2 février 1998 d'un cancer du sein. Son frère Ciaran décède d'un accident de voiture en juillet 2023. 
Il a épousé le mannequin Yvonne Connolly le 3 avril 1998 à Niévès. Ensemble, ils ont eu trois enfants : Jack (né le 15 mars 1999), Marie (« Missy ») (née le 18 février 2001) et Ali (née le 7 septembre 2005). Le couple est séparé officiellement depuis 2010, après une affaire d'adultère avec une danseuse.
Depuis 2012, Ronan fréquente la productrice australienne Storm Uechtritz, de 5 ans sa cadette. Ils se sont mariés le 17 août 2015 en Écosse. En décembre 2016, il est annoncé qu'ils attendent leur premier enfant, ce sera le quatrième pour Ronan. Le 26 avril 2017, Storm donne naissance à un garçon prénommé Cooper et le 27 mars 2020 à une fille : Coco Knox Keating .

## Carrière
À 16 ans, Louis Walsh (qui sera son manager) lui fait passer une audition pour créer un nouveau boys band Boyzone. De 1994 à 2000, le groupe a sorti 3 albums studio et une compilation. Tous ont atteint le sommet des charts européens.
En 1999, Ronan a décidé de donner un coup de main à un nouveau boys band irlandais, Westlife. Il est alors devenu leur co-manager. C'est cette même année que son premier single solo, When You Say Nothing At All, débarque sur les ondes et fait un énorme carton. Ronan décide alors de faire une pause avec Boyzone et de se consacrer à sa carrière solo. Son premier album, Ronan, sort en 2000. Succès immédiat. Le second, Destination, sort en 2002. Le succès est encore au rendez-vous. Avec cet album, Ronan se classe en tête de nombreux charts européens. Cette année-là, Ronan a donné son unique concert solo en France, au Théâtre Mogador, en novembre.
En février 2003, Ronan et Cécilia Cara sortent un duo en France Je t'aime plus que tout. Fort de tous ces succès, Ronan décide alors de sortir, fin 2003, l'album de ses rêves, plus rock que les précédents. Il s'appelle Turn It On. Malheureusement, ce sera un échec commercial. Ronan réalise alors que le public n'est pas prêt à le suivre sur cette nouvelle voie. Il décide donc de corriger le tir en sortant une compilation, 10 Years Of Hits. Sans faire un énorme carton, le succès sera au rendez-vous.
Pensant avoir bien compris la leçon de l'échec de Turn It On, Ronan revient aux mélodies qui ont fait son succès avec l'album Bring You Home. Mais il n'en tirera qu'un succès en demi-teinte, avec seulement 2 vrais singles sortis (All Over Again et Iris).
Peut être est-ce pour cela qu'après des mois de rumeurs incessantes, Ronan annonce officiellement en novembre 2007, le retour de Boyzone, avec une tournée (Back Again - No Matter What) et un album compilation sorti en 2008.
En mars 2009, Ronan a sorti un nouvel album solo, parallèlement à sa carrière au sein du groupe. Cet album s'appelle Songs For My Mother. Et malgré le peu de promotion, il a récolté un immense succès en Angleterre, Irlande, Australie, etc. Il enchaîne alors avec un nouvel album de reprise: Winter Songs, sorti peu de temps après le décès de Stephen Gately.
Le groupe a sorti un album studio en 2010: Brother. Le succès est au rendez-vous au Royaume-Uni et en Irlande. Cette même année, Ronan a endossé le rôle de mentor dans la version australienne de X Factor. Sa carrière prend alors un nouvel essor sur ce continent. Il sort un nouvel album de reprise uniquement destiné à ce marché : Duet.
En 2011, Ronan retourne faire de la promo au Royaume-Uni pour la sortie d'un nouvel album de reprises: When Ronan Met Burt.
Fatigué d'être cantonné à chanter des reprises depuis de nombreuses années, Ronan se bat pour imposer à sa maison de disque de sortir un nouvel album original. Ce sera Fires en 2012. L'album aura un succès correct, mais sans plus.
En 2013, Boyzone signe un nouveau contrat avec une nouvelle maison de disque (Rhino) et sort l'album BZ20.
En 2016, il devient coach dans la version australienne de The Voice en remplacement de Ricky Martin, parti en tournée.
Le 11 juin 2021, Ronan Keating apparaît dans un nouveau clip. En effet, il reprend Smalltown Boy avec Alex Christensen & The Berlin Orchestra. Le 21 septembre 2023 Ronan Keating devient coach de The Voice of Germany avec les frères jumeaux Bill et Tom Kaulitz de Tokio Hotel, ...

## Évènements clés
En 1998, à la suite du décès de leur mère, Ronan et ses frères et sœur créent la Marie Keating Foundation, qui récolte des fonds pour financer la lutte contre le cancer.
En 2003, il reçoit le prix BMI Europe de la meilleure composition pour The Long Goodbye qui a eu du succès aux États-Unis avec la reprise country de Brooks & Dunn.
En octobre 2004, il est entré dans le Livre Guinness des records pour avoir eu 30 singles successifs classés dans le top 10 des "charts" britanniques.
En 2004, il soutient l'association Christian Aid et participe à la Trade Justice Campaign.
Le 6 juillet 2005, il a chanté à Édimbourg devant 500 000 personnes pour The Final Push, dernier concert du Live 8.
En octobre 2005, il est nommé Ambassadeur de bonne volonté de la FAO (Food and agriculture organization).
En juin 2006, il chante à Berlin (Porte de Brandebourg) devant 250 000 personnes pour la cérémonie d'ouverture de la Coupe du monde de football.
Il a aussi chanté lors de la cérémonie d'ouverture des Championnats d'Europe d'athlétisme 2006 à Göteborg (Suède).
Il a présenté le Concours Eurovision de la chanson en 1997, les MTV Europe Music Awards en 1997 et 1999, les MTV Asia Awards en 2002 avec Mandy Moore, le concours Miss Monde avec Elton John au Madison Square Garden à New York.
Il a chanté pour le pape (par deux fois), pour le prince Charles à la Tour de Londres, et pour l'anniversaire de la princesse Victoria de Suède.
Un arbre de Hyde Park porte son nom (comme Shirley Bassey, Rod Stewart et Diana Ross).
Il a reçu un World Music Award de l'artiste irlandais qui a vendu le plus de disques.
En 2007, il interprète avec Boyzone un medley de leurs hits pour Children in Need sur la BBC.

## Discographie
Avec Boyzone :

### Albums Studio
| Année                                                     | Details | Meilleurs places dans les charts | Meilleurs places dans les charts | Meilleurs places dans les charts | Meilleurs places dans les charts | Meilleurs places dans les charts | Meilleurs places dans les charts | Meilleurs places dans les charts | Meilleurs places dans les charts | Meilleurs places dans les charts | Meilleurs places dans les charts | Meilleurs places dans les charts | Certifications (-)                   |
| Année                                                     | Details | FR                               | IRE                              | AUS                              | AUT                              | GER                              | NL                               | NZ                               | NOR                              | SWE                              | SWI                              | UK                               | Certifications (-)                   |
| --------------------------------------------------------- | --- | -------------------------------- | -------------------------------- | -------------------------------- | -------------------------------- | -------------------------------- | -------------------------------- | -------------------------------- | -------------------------------- | -------------------------------- | -------------------------------- | -------------------------------- | ------------------------------------ |
| 2000                                                      | Ronan - Date d'édition: 31 juillet 2000 - Label: Polydor (#5491042) - Formats: CD, cassette                                                      | _                                | 2                                | 5                                | 10                               | 2                                | 8                                | 2                                | 1                                | 3                                | 4                                | 1                                | - UK: 4× Platinum - AUS: 3× Platinum |
| 2002                                                      | Destination - Date d'édition: 17 mai 2002 - Label: Polydor (#5497892) - Formats: CD, cassette                                                    | 37                               | 3                                | 3                                | 2                                | 1                                | 4                                | 1                                | 2                                | 5                                | 3                                | 1                                | - UK: 2× Platinum - AUS: 2× Platinum |
| 2003                                                      | Turn It On - Date d'édition: 16 novembre 2003 - Label: Polydor (#9865882) - Formats: CD, cassette                                                | _                                | 57                               | 25                               | 45                               | 18                               | 89                               | —                                | 29                               | 54                               | 19                               | 21                               | - AUS: Gold                          |
| 2006                                                      | Bring You Home - Date d'édition: 2 juin 2006 - Label: Polydor (#9858406) - Formats: CD, digital                                                  | _                                | 16                               | 6                                | 10                               | 7                                | 89                               | 7                                | —                                | 10                               | 3                                | 3                                | - UK: Gold - AUS: Platinum           |
| 2009                                                      | Songs for My Mother - Date d'édition: 13 mars 2009 - Label: Polydor (#060252700856) - Formats: CD, digital                                       | _                                | 1                                | 1                                | 34                               | 14                               | 8                                | 1                                | 7                                | —                                | 13                               | 1                                | - AUS: Platinum                      |
| 2009                                                      | Winter Songs - Nommé Stay en Australie et Nouvelle-Zélande - Date d'édition: 13 novembre 2009 - Label: Polydor (#2720982) - Formats: CD, digital | _                                | 12                               | 24                               | —                                | 73                               | 14                               | 25                               | —                                | —                                | 74                               | 16                               |                                      |
| 2010                                                      | Duet - Date d'édition: 12 novembre 2010 (Australie et Nouvelle-Zélande seulement) - Label: Polydor - Formats: CD, digital                        | _                                | —                                | 3                                | —                                | —                                | —                                | 1                                | —                                | —                                | —                                | —                                | - AUS: Platinum - NZ: 2× Platinum    |
| 2011                                                      | When Ronan Met Burt - Date d'édition: 21 mars 2011 - Label: Polydor - Formats: CD, digital                                                       | _                                | 5                                | 3                                | —                                | —                                | —                                | 9                                | —                                | 56                               | —                                | 3                                |                                      |
| 2012                                                      | Fires - Date d'édition: 3 septembre 2012 - Label: Polydor - Formats: CD, digital                                                                 | _                                | 12                               | 12                               | 51                               | 20                               | 35                               | 18                               | —                                | —                                | 26                               | 5                                |                                      |
| 2016                                                      | Time of My Life - Date d'édition: 12 février 2016 - Label: Decca - Formats: CD, digital                                                          | —                                | 26                               | 6                                | 44                               | 25                               | 68                               | 26                               | —                                | —                                | 16                               | 4                                |                                      |
| 2020                                                      | Twenty Twenty - Date d'édition: 24 juillet 2020 - Label: Decca - Formats: CD, digital                                                            | —                                | 22                               | 9                                | 47                               | 24                               | —                                | 11                               | —                                | —                                | —                                | 2                                |                                      |
| "—" denotes the album failed to chart or was not released | |                                  |                                  |                                  |                                  |                                  |                                  |                                  |                                  |                                  |                                  |                                  |                                      |

### Compilations
| Année | Détails                                                                                               | Meilleures positions dans les charts | Meilleures positions dans les charts | Meilleures positions dans les charts | Meilleures positions dans les charts | Meilleures positions dans les charts | Meilleures positions dans les charts | Meilleures positions dans les charts | Meilleures positions dans les charts | Meilleures positions dans les charts | Meilleures positions dans les charts | Meilleures positions dans les charts | Certifications                                                     |
| Année | Détails                                                                                               | FR                                   | IRE                                  | AUS                                  | AUT                                  | GER                                  | NL                                   | NZ                                   | NOR                                  | SWE                                  | SWI                                  | UK                                   | Certifications                                                     |
| ----- | --- | ------------------------------------ | ------------------------------------ | ------------------------------------ | ------------------------------------ | ------------------------------------ | ------------------------------------ | ------------------------------------ | ------------------------------------ | ------------------------------------ | ------------------------------------ | ------------------------------------ | ------------------------------------------------------------------ |
| 2004  | 10 Years of Hits - Date d'édition: 18 octobre 2004 - Label: Polydor (#9868571) - Formats: CD, digital | _                                    | 5                                    | 13                                   | 13                                   | 7                                    | 16                                   | 4                                    | 3                                    | 4                                    | 8                                    | 1                                    | - UK: 3× Platinum - AUS: 3× Platinum - NZ: Gold - EUR: 2× Platinum |

### Box sets
| Année | Détails                                                                                                  |
| ----- | --- |
| 2010  | Ronan / Destination - Date d'édition: 7 mai 2010 - Label: Polydor (#060075326059) - Formats: CD, digital |

### Singles
| Année                                                                            | Single                                                    | Meilleures positions dans les charts | Meilleures positions dans les charts | Meilleures positions dans les charts | Meilleures positions dans les charts | Meilleures positions dans les charts | Meilleures positions dans les charts | Meilleures positions dans les charts | Meilleures positions dans les charts | Meilleures positions dans les charts | Meilleures positions dans les charts | Album               | Certification              |
| Année                                                                            | Single                                                    | FR                                   | IRE                                  | AUS                                  | AUT                                  | GER ,                                | NL                                   | NZ                                   | SWE                                  | SWI                                  | UK                                   | Album               | Certification              |
| 1999                                                                             | When You Say Nothing at All                               | 41                                   | 1                                    | 3                                    | 5                                    | 6                                    | 5                                    | 1                                    | 2                                    | 4                                    | 1                                    | Ronan               | - AUS: Platinum - UK: Gold |
| 2000                                                                             | Life Is a Rollercoaster                                   | 69                                   | 1                                    | 6                                    | 13                                   | 10                                   | 14                                   | 2                                    | 2                                    | 11                                   | 1                                    | Ronan               | - AUS: Gold - UK: Gold     |
| 2000                                                                             | The Way You Make Me Feel                                  | _                                    | 8                                    | 27                                   | —                                    | 65                                   | —                                    | 8                                    | —                                    | 52                                   | 6                                    | Ronan               |                            |
| 2001                                                                             | Lovin' Each Day                                           | 56                                   | 4                                    | 21                                   | 26                                   | 14                                   | 23                                   | 9                                    | 16                                   | 26                                   | 2                                    | Ronan               | - UK: Silver               |
| 2002                                                                             | If Tomorrow Never Comes                                   | 9                                    | 3                                    | 3                                    | 1                                    | 5                                    | 2                                    | 3                                    | 4                                    | 7                                    | 1                                    | Destination         | - AUS: Platinum - UK: Gold |
| 2002                                                                             | I Love It When We Do                                      | —                                    | 12                                   | 32                                   | 42                                   | 56                                   | —                                    | —                                    | 49                                   | 41                                   | 5                                    | Destination         |                            |
| 2002                                                                             | We've Got Tonight (Ft. Lulu / Jeanette Biedermann)        | —                                    | 10                                   | 12                                   | 6                                    | 7                                    | 11                                   | 46                                   | 25                                   | 25                                   | 4                                    | Destination         | - AUS: Gold                |
| 2003                                                                             | Je T'aime Plus Que Tout (featuring Cécilia Cara)          | 11                                   | —                                    | —                                    | —                                    | —                                    | —                                    | —                                    | —                                    | 17                                   | —                                    | Destination         |                            |
| 2003                                                                             | The Long Goodbye                                          | —                                    | 10                                   | 49                                   | 45                                   | 44                                   | —                                    | 47                                   | —                                    | 70                                   | 3                                    | Destination         |                            |
| 2003                                                                             | When You Say Nothing at All (Ft. Paulina Rubio)           | —                                    | —                                    | —                                    | —                                    | —                                    | —                                    | —                                    | —                                    | —                                    | —                                    | Destination         |                            |
| 2003                                                                             | Lost for Words                                            | —                                    | 23                                   | —                                    | 70                                   | 49                                   | —                                    | 47                                   | 48                                   | 44                                   | 9                                    | Turn It On          |                            |
| 2004                                                                             | She Believes (In Me)                                      | —                                    | 17                                   | 33                                   | 30                                   | 22                                   | —                                    | —                                    | 53                                   | —                                    | 2                                    | Turn It On          |                            |
| 2004                                                                             | Last Thing on My Mind (Ft. LeAnn Rimes)                   | —                                    | 10                                   | —                                    | 33                                   | 50                                   | —                                    | —                                    | —                                    | 44                                   | 5                                    | Turn It On          |                            |
| 2004                                                                             | I Hope You Dance                                          | —                                    | 4                                    | —                                    | —                                    | 52                                   | —                                    | —                                    | —                                    | 49                                   | 2                                    | 10 Years of Hits    |                            |
| 2004                                                                             | Father and Son (Ft. Yusuf Islam)                          | —                                    | 16                                   | —                                    | 41                                   | 27                                   | —                                    | —                                    | 37                                   | 41                                   | 2                                    | 10 Years of Hits    |                            |
| 2005                                                                             | Baby Can I Hold You                                       | —                                    | —                                    | —                                    | —                                    | 42                                   | —                                    | —                                    | —                                    | —                                    | —                                    | 10 Years of Hits    |                            |
| 2006                                                                             | All Over Again (Ft. Kate Rusby)                           | —                                    | 11                                   | —                                    | —                                    | —                                    | —                                    | —                                    | —                                    | —                                    | 6                                    | Bring You Home      |                            |
| 2006                                                                             | Iris                                                      | —                                    | 30                                   | —                                    | 22                                   | 24                                   | —                                    | —                                    | —                                    | 29                                   | 15                                   | Bring You Home      |                            |
| 2006                                                                             | This I Promise You                                        | —                                    | —                                    | —                                    | —                                    | —                                    | —                                    | —                                    | —                                    | —                                    | —                                    | Bring You Home      |                            |
| 2009                                                                             | Time After Time                                           | —                                    | —                                    | —                                    | —                                    | —                                    | —                                    | —                                    | 46                                   | —                                    | 88                                   | Songs for My Mother |                            |
| 2009                                                                             | This Is Your Song                                         | —                                    | —                                    | —                                    | —                                    | —                                    | —                                    | —                                    | —                                    | —                                    | —                                    | Songs for My Mother |                            |
| 2009                                                                             | Stay                                                      | —                                    | —                                    | —                                    | —                                    | —                                    | —                                    | —                                    | —                                    | —                                    | 129                                  | Winter Songs        |                            |
| 2009                                                                             | It's Only Christmas (Ft. Kate Ceberano / Hayley Westenra) | —                                    | —                                    | —                                    | —                                    | —                                    | —                                    | —                                    | —                                    | —                                    | —                                    | Winter Songs        |                            |
| 2010                                                                             | Believe Again (Ft. Paulini)                               | —                                    | —                                    | 73                                   | —                                    | —                                    | —                                    | —                                    | —                                    | —                                    | —                                    | Duet                |                            |
| 2011                                                                             | What the World Needs Now                                  | —                                    | —                                    | —                                    | —                                    | —                                    | —                                    | —                                    | —                                    | —                                    | —                                    | When Ronan Met Burt |                            |
| 2012                                                                             | Fires                                                     | —                                    | 90                                   | 64                                   | —                                    | —                                    | —                                    | —                                    | —                                    | —                                    | 76                                   | Fires               |                            |
| 2012                                                                             | Wasted Light                                              | —                                    | —                                    | —                                    | —                                    | —                                    | —                                    | —                                    | —                                    | —                                    | 181                                  | Fires               |                            |
| 2016                                                                             | Let Me Love You                                           | —                                    | —                                    | —                                    | —                                    | —                                    | —                                    | —                                    | —                                    | —                                    | —                                    | Time Of My Life     |                            |
| 2016                                                                             | Breathe                                                   | —                                    | —                                    | —                                    | —                                    | —                                    | —                                    | —                                    | —                                    | —                                    | —                                    | Time Of My Life     |                            |
| 2016                                                                             | Summer Wonderland                                         | —                                    | —                                    | —                                    | —                                    | —                                    | —                                    | —                                    | —                                    | —                                    | —                                    | _                   |                            |
| 2020                                                                             | One Of A Kind (ft. Emili Sandé)                           | —                                    | —                                    | —                                    | —                                    | —                                    | —                                    | —                                    | —                                    | —                                    | —                                    | Twenty Twenty       |                            |
| 2020                                                                             | Little Thing Called Love                                  | —                                    | —                                    | —                                    | —                                    | —                                    | —                                    | —                                    | —                                    | —                                    | —                                    | Twenty Twenty       |                            |
| 2020                                                                             | Love Will Remain (ft. Clare Bowen)                        | —                                    | —                                    | —                                    | —                                    | —                                    | —                                    | —                                    | —                                    | —                                    | —                                    | Twenty Twenty       |                            |
| 2021                                                                             | Forever And Ever, Aman (ft. Shania Twain)                 | —                                    | —                                    | —                                    | —                                    | —                                    | —                                    | —                                    | —                                    | —                                    | —                                    | Twenty Twenty       |                            |
| "—" signifie que le single n'est pas rentré dans les charts ou n'a pas été édité |                                                           |                                      |                                      |                                      |                                      |                                      |                                      |                                      |                                      |                                      |                                      |                     |                            |

#### Autres titres classés
| Année | Single                                       | Meilleures positions dans les charts | Album                       |
| Année | Single                                       | IRE                                  | Album                       |
| ----- | -------------------------------------------- | ------------------------------------ | --------------------------- |
| 1999  | These Days (Brian Kennedy Ft. Ronan Keating) | 4                                    | Now That I Know What I Want |
| 2009  | In This Life                                 | 45                                   | Ronan                       |

#### Titres hors albums
| Année | Titre                                                  | Premiere publication                                 |  |  |  |
| ----- | ------------------------------------------------------ | ---------------------------------------------------- |  |  |  |
| Année | Titre                                                  | Premiere publication                                 |  |  |  |
| 1999  | These Day                                              | These Day (Single de Brian Kennedy)                  |  |  |  |
| 1999  | At The End Of A Perfect Day                            | When You Say Nothing A All (Single)                  |  |  |  |
| 1999  | I Will Miss You                                        | When You Say Nothing A All (Single)                  |  |  |  |
| 2000  | Caught                                                 | Ronan (Album Samplers)                               |  |  |  |
| 2000  | My Heart Is Not My Own                                 | Ronan (Album Samplers)                               |  |  |  |
| 2000  | Got My Heart On You                                    | Ronan (Album Samplers)                               |  |  |  |
| 2000  | Since 13                                               | Life Is A Rollercoaster (Single)                     |  |  |  |
| 2000  | You                                                    | Life Is A Rollercoaster (Single)                     |  |  |  |
| 2000  | Thank God I Kissed You                                 | Life Is A Rollercoaster (Single)                     |  |  |  |
| 2000  | Song To...                                             | The Way You Make Me Feel (Single)                    |  |  |  |
| 2000  | Fairy Tale Of New York                                 | The Way You Make Me Feel (Single)                    |  |  |  |
| 2000  | In Love, There Is No Pride                             | The Way You Make Me Feel (Single)                    |  |  |  |
| 2000  | The Town I Loved So Well (ft. Phil Coulter)            | The Songs I Loves So Well (Album de Phil Coulter)    |  |  |  |
| 2001  | Starlight                                              | Lovin' Each Day (Single)                             |  |  |  |
| 2001  | Feel                                                   | Lovin' Each Day (Single)                             |  |  |  |
| 2001  | Somedays                                               | Lovin' Each Day (Single)                             |  |  |  |
| 2001  | Even If I'm Gone                                       | Lovin' Each Day (Single)                             |  |  |  |
| 2002  | Sea Of Love                                            | If Tomorrow Never Comes (Single)                     |  |  |  |
| 2002  | Solitary Song                                          | I Love It When We Do (Single)                        |  |  |  |
| 2002  | All I Have Is My Heart                                 | We've Got Tonight (Single)                           |  |  |  |
| 2002  | Circle Of Life                                         | Disneymania 1 (Album)                                |  |  |  |
| 2003  | This Is It                                             | The Long Goodbye (Single)                            |  |  |  |
| 2003  | I Couldn't Love You More                               | Lost For Words (Single)                              |  |  |  |
| 2003  | It Was You                                             | Lost For Words (Single)                              |  |  |  |
| 2003  | Getting Started                                        | Rares pressages de l'album Turn It On                |  |  |  |
| 2004  | I Wouldn't Change A Thing                              | She Believes (In Me) (Single)                        |  |  |  |
| 2004  | The Flight (ft. Zuccherro)                             | Zu&Co (Album de Zuccherro)                           |  |  |  |
| 2005  | Lovers And Friends                                     | Love Songs (Album des Bee Gees)                      |  |  |  |
| 2006  | Heaven                                                 | All Over Again (Single)                              |  |  |  |
| 2006  | Back On You Feet Again                                 | All Over Again (Single)                              |  |  |  |
| 2006  | Summer Outside                                         | This I Promise You (Single)                          |  |  |  |
| 2008  | Someone Else's Son (ft. Christie Hennessy)             | The Two Of Us (Album de Christie Hennessy)           |  |  |  |
| 2009  | Danny Boy (ft. Bryn Terfel)                            | Scarborough Fair (Album de Bryn Terfel)              |  |  |  |
| 2009  | Ain't No Mountain High Enough (ft. Stefanie Heinzmann) | Roots To Grow (Album de Stefanie Heinzmann)          |  |  |  |
| 2013  | All I Want Is You (ft. Brian McFadden)                 | The Irish Connection (Album de Brian McFadden)       |  |  |  |
| 2013  | Send Out A Message (To The World) (ft. Kirsty)         | Send Out A Message (To The World) (Single de Kirsty) |  |  |  |
| 2013  | Frozen Heart (ft. Laura Michelle Kelly)                | Goddess (Bande Originale Du Film)                    |  |  |  |
| 2013  | Don't Give Up                                          | Goddess (Bande Originale Du Film)                    |  |  |  |
| 2013  | Santa Clause Is Coming To Town (ft. Danii Minogue)     | The Spirit Of Christmas 2013 (Album)                 |  |  |  |
| 2016  | Another Day In Paradise                                | BBC Radio 2 Sounds Of The 80s Vol 2 (Album)          |  |  |  |
| 2017  | When We Say It's Forever (ft. The McClymonts)          | Endless (Album de The McClymonts)                    |  |  |  |
| 2018  | Say We'll Meet Again (ft. Alexandra Burke)             | The Truth Is (Album de Alexandra Burke)              |  |  |  |
| 2020  | Don't Stop Me Eatin' (ft. LadBaby)                     | Don't Stop Eatin' (Single de LadBaby)                |  |  |  |